# John Porter
John Chester "Jack" Porter (21. ledna 1904, Toronto, Ontario – 6. srpna 1997, Toronto, Ontario) byl kanadský hokejový obránce.
V roce 1928 byl členem Kanadského hokejové týmu, který získal zlatou medaili na zimních olympijských hrách.